# Corades ploas
Corades ploas är en fjärilsart som beskrevs av Otto Thieme 1906. Corades ploas ingår i släktet Corades och familjen praktfjärilar. Inga underarter finns listade i Catalogue of Life.